# Мараскинова вишня

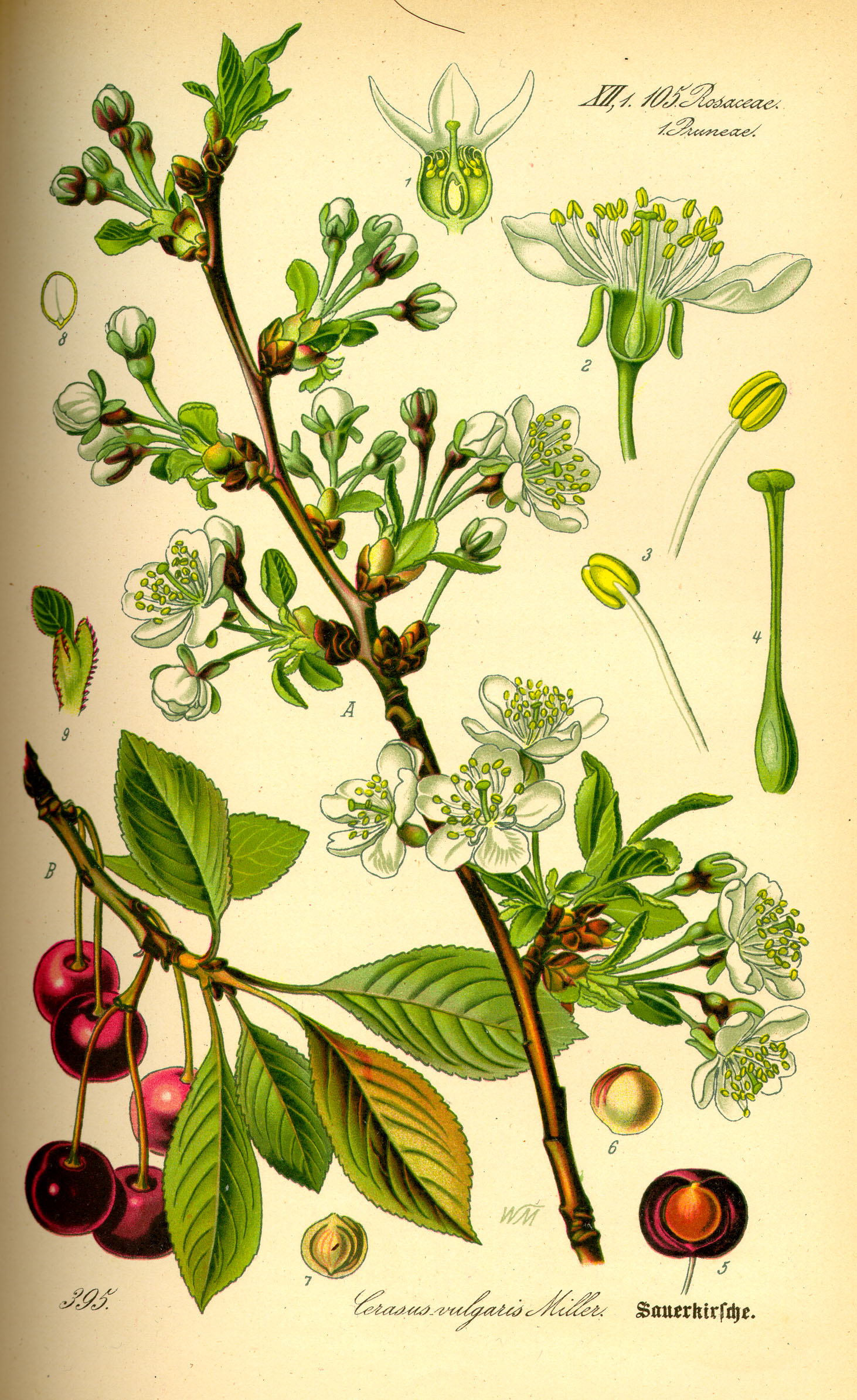
Мараскинова вишня

Мараскинова вишня, мараска (лат. Prunus cerasus var. Marasca) (італ. marasca) — автохтонний варіант черешні, що росте на узбережжі Хорватії і в Далмації навколо Задара. В Хорватії відома з XVI століття. В даний час обробляється також в Словенії і Верхній Італії. У порівнянні з іншими видами черешні мараскинова вишня вирізняється меншим розміром плода і терпкішим смаком. Мараскинова вишня використовується переважно у виготовленні спиртних напоїв. Наприклад, мараскиновій вишні зобов'язаний своєю назвою прозорий вишневий лікер «Мараскіно». Крім того, мараскинова вишня йде на виготовлення коктейльної вишні.